# Vodíková křehkost

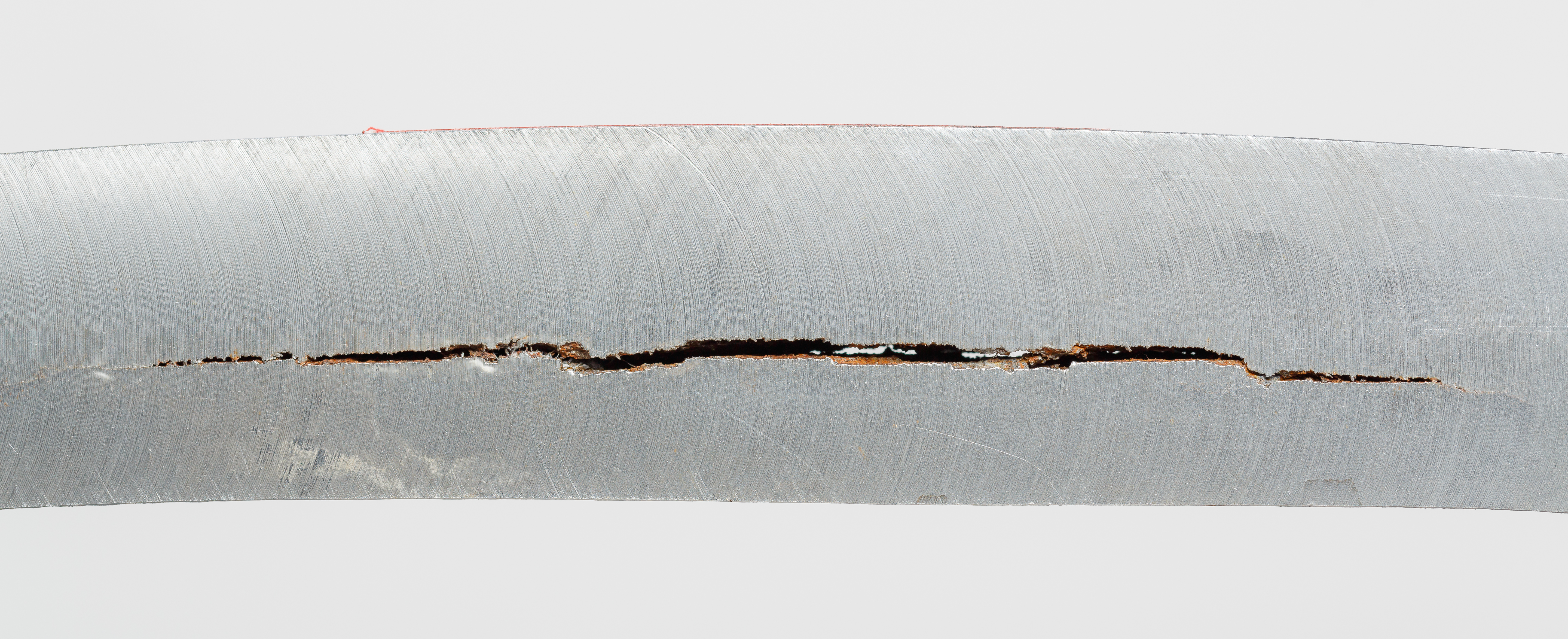
Prasklina v oceli způsobená vodíkem

Vodíková křehkost je proces, kdy se kovy stávají křehkými následkem působení vodíku. Atomy vodíku snižují napětí potřebné pro vznik šíření trhliny, čímž dochází ke snížení tažnosti. Příčinou je difuze vodíku do krystalové mřížky kovu. Vodíkový atom je malý může snadno pronikat do struktury kovů, kde způsobuje poškození řadou různých mechanismů. Vodíkovému křehnutí podléhají především oceli, vyjímaje nerezových ocelí. Dále pak slitiny na bázi niklu, titanu a kobaltu. Měně náchylné jsou především slitiny mědi a hliníku. 

## Mechanismy
Vodíková křehkost je složití proces který závisí na řadě podpůrných mikromechanismů.
- Vnitřní tlak: Při vysokých koncentracích iontů vodíku ve struktuře kovů, se ionty rekombinují za vzniku molekuly H2, čímž zvětší svůj objem a může tak docházet k tvorbě dutin a následné nukleaci a šíření trhliny. Například při svařování, což se označuje jako tzv. fish eye vada, dojde k difuzi vodíku do svaru (ať nedostatečnou ochrannou atmosférou svaru, nebo špatným technologickým postupem) a jeho uvěznění v mřížce kovu. Po čase dojde k rekombinaci vodíku na H2, a vzniku vnitřních napětí. Při zatížení svaru pak dojde k jeho prasknutí.
- Tvorba hydridů kovů: Tvorba křehkých hydridů se základním materiálem umožňuje šíření trhlin za vzniku křehkého lomu. To je problém zejména u slitin vanadu, ovšem většina slitin netvoří snadno hydridy příliš snadno.
- Fázové přeměny: Vodík může v některých materiálech vyvolat fázové přeměny a nová fáze může být méně tažná.